# Anthene addenda
Anthene addenda är en fjärilsart som beskrevs av Hans Fruhstorfer 1916. Anthene addenda ingår i släktet Anthene och familjen juvelvingar. Inga underarter finns listade i Catalogue of Life.